# Lophocolea irrigata
Lophocolea irrigata là một loài Rêu trong họ Lophocoleaceae. Loài này được Spruce mô tả khoa học đầu tiên năm 1885.